# 湊興業
湊興業（みなとこうぎょう）は、兵庫県神戸市須磨区に所在する暴力団の組織。

## 概要
六代目山口組の弘道会の直参組織。司忍が会長であった頃の弘道会傘下の北東興業の若頭が湊興業の初代組長になる。1990年ごろに大阪の組織にいた人物が昇格して立ち上げられた。弘道会系として神戸市内ではじめて立ち上げた組織。
2015年12月に組長が飲食店の店員を殴り怪我をさせたとして逮捕されていた。神戸市兵庫区の店などで店長を取り囲み、危害を加える姿勢を示して無理やり謝罪をさせたとして強要罪に問われていたが、裁判では無罪判決になった。
2020年11月25日、組長が組織犯罪処罰法違反で逮捕される。詐欺で得た金と知りながら現金を受け取っていたため。
2023年4月、組長がラーメン店店主としても働いていた店で射殺された。絆會の若頭らが射殺しており、捜査当局は役割を分担するなどで組織として行動していたことから、単なる殺人罪ではなく組織的な罪で起訴した。デイリー新潮の担当記者は、組長がラーメン店の店主であったということは広く知られており、ある程度内偵して行動範囲を分析していれば襲うことはそれほど難しくないため、絆會は抗争相手である山口組の狙いやすいところをターゲットにしていたと考える。竹垣悟は組長が射殺されたことが絆會に与える影響は少なくないとしている。